# La indeseable
La indeseable  es una película de Argentina en blanco y negro dirigida por Mario Soffici según el guion de José Ramón Luna que se estrenó el 18 de mayo de 1949 y que tuvo como protagonistas a Zully Moreno, Carlos Thompson, Guillermo Battaglia y Eduardo Cuitiño.

## Sinopsis
Una mujer casada con el hombre que la salvó de un medio hostil, se enamora de un joven médico.

## Comentarios
Manrupe y Portela la consideran un interesante melodrama sobre la infidelidad. 
La crónica de Noticias Gráficas dijo sobre el filme:

”Creciente interés dramático con su condigna emoción....de levantado tono en todo su desarrollo."

Por su parte la revista Set opinó:

”Drama con enfoques sociales, de directo corte melodramático y policial bien tratado cinematográficamente y con parejo interés en todo su transcurso."